# 希臘裔澳大利亞人

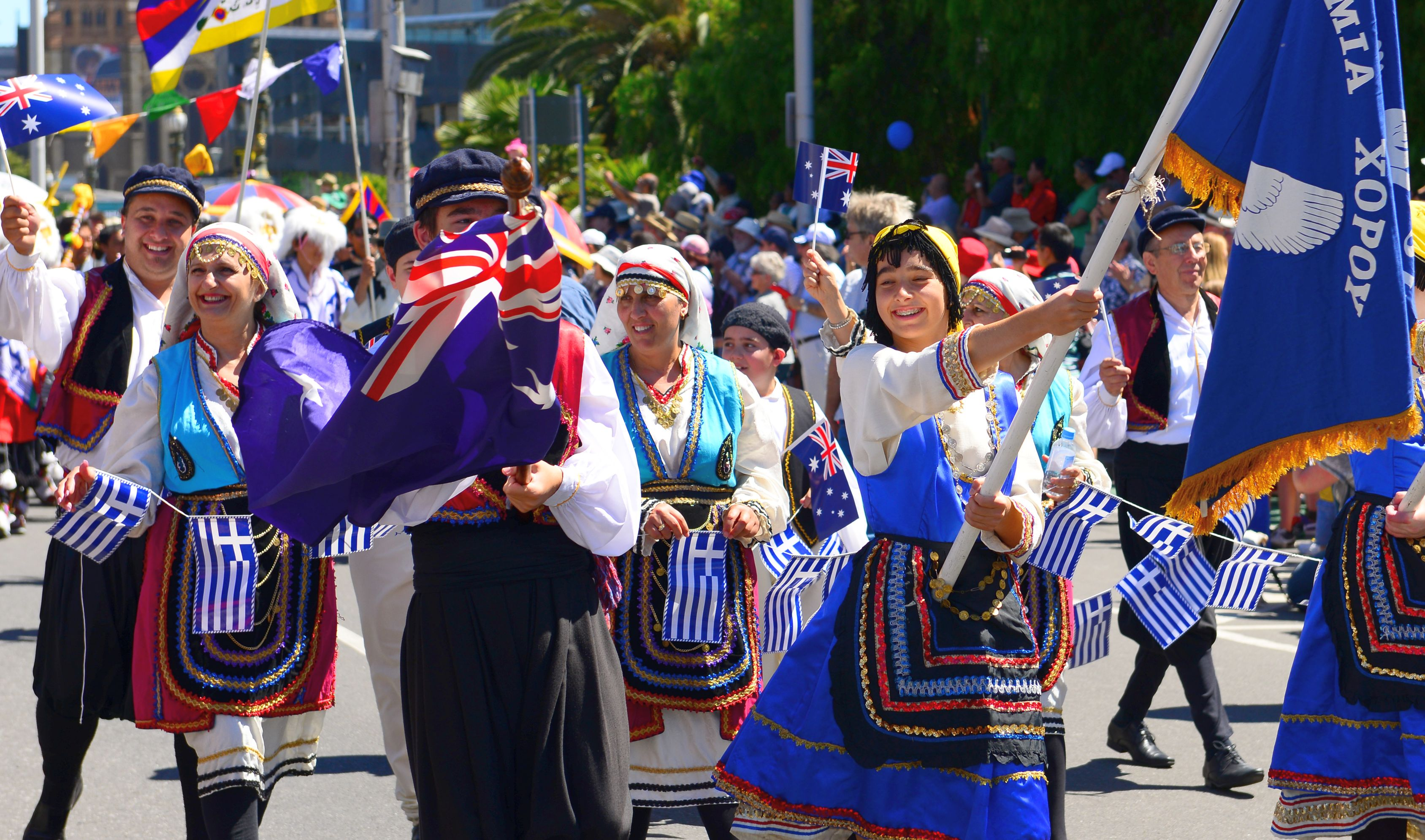
攝於2014年澳大利亞日在墨爾本的巡遊活動

希臘裔澳大利亞人（英語：Greek Australians），泛指移居澳大利亞的希臘人及其後代。據2021年人口普查，該族群人口為424,750（包括純種希臘人和混血兒），相當於澳大利亞人口的1.7%，當中92,314人在希臘出生。澳大利亞是希臘僑民最多的國家。他們當中88%能操希臘語，91%信奉希臘東正教。

## 知名人物
- Category:希臘裔澳大利亞人